# Herrschaft Ravenstein

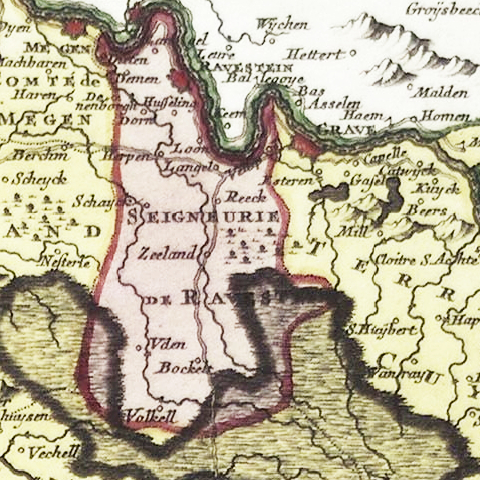
Die Herrschaft Ravenstein 1761

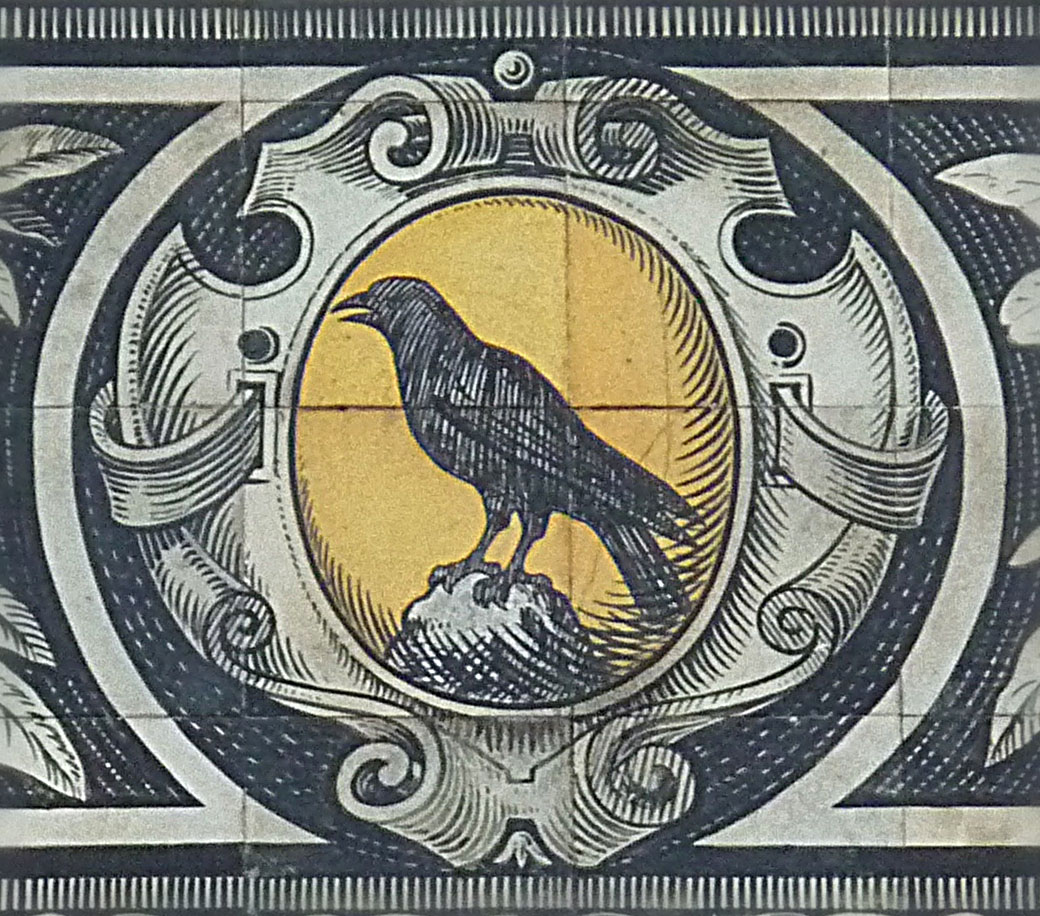
Wappen der Herrschaft Ravenstein vom Fürstenzug in Dresden

Die Herrschaft Ravenstein (auch Land von Ravenstein genannt) war ein historisches Territorium im Heiligen Römischen Reich, das zu Beginn des 19. Jahrhunderts Teil der heutigen Niederlande wurde. Die Hauptorte waren Ravenstein und Uden. Die Nordgrenze der Herrschaft bildete die Maas. Im Westen und Süden befand sich das Herzogtum Brabant (später Staats-Brabant), während sie im Osten an die Herrschaft Cuyk grenzte.

## Geschichte
Der Ursprung der Herrschaft Ravenstein lag im heute zu Oss gehörigen Dorf Herpen. Im Hochmittelalter entfaltete sich Herpen zu einem Machtzentrum entlang der Maas, woraus die Herrschaft Herpen entstand. Um 1150 besaßen die Herren von Cuijk diese Herrschaft. Als im 14. Jahrhundert die Herren von Valkenburg die Herrschaft Herpen in Besitz nahmen, stiftete Walram van Valkenburg 1360 an der Maas die Burg Ravenstein, um das Eintreiben des von ihm erhobenen Zolls beim Überqueren und Befahren der Maas zu gewährleisten. Um diese Burg entstand im Laufe der Zeit der Ort Ravenstein, dem im Jahre 1380 das Stadtrecht verliehen wurde. Die Zentrumsfunktion der Herrschaft verlagerte sich von Herpen nach Ravenstein. Der Hauptgerichtsort der Herrschaft befand sich in Ravenstein. Daneben wurde die Herrschaft in zwei Gerichtsgebiete unterteilt, das Maaskantsgericht, zuständig für die Dörfer Demen, Dennenburg, Deursen, Herpen, Huisseling, Langel, Reek, Schaijk und Velp mit Ravenstein als Gerichtsort, sowie das Heikantsgericht, zuständig für die Dörfer Uden, Zeeland, Volkel und Boekel mit Uden als Gerichtsort. Uden war das bevölkerungsreichste Dorf in der Herrschaft Ravenstein.
In der Schlacht von Kleverhamm 1397 wurde der Herr von Ravenstein, Simon von Salm, Verbündeter Herzog Wilhelms von Berg, von Graf Adolf von Kleve gefangen genommen mit der Folge, dass die Herrschaft Ravenstein der Grafschaft Kleve einverleibt wurde.
Im Jülich-Klevischen Erbfolgestreit wurde die Herrschaft Ravenstein durch den Vertrag von Xanten dem protestantischen Kurfürstentum Brandenburg zugesprochen. Ungeachtet dessen besetzten 1621 Truppen der Generalstaaten der Republik der Vereinigten Niederlande die Stadt und die Herrschaft Ravenstein. 1624 wurde die Herrschaft Ravenstein erneut Brandenburg-Preußen zugesprochen. 1630 kam sie an das katholische Herzogtum Pfalz-Neuburg, wobei Brandenburg-Preußen seinen Anspruch jedoch nicht aufgab. Nachdem die niederländischen Truppen die Stadt zuvor verlassen hatten, kehrten sie 1635 zurück und besetzten die Herrschaft erneut. 1641 wurde speziell für die protestantischen Truppen eine Garnisonskirche erbaut. Anschließend wurde damit begonnen, Ravenstein zu einer Festung auszubauen. Ravenstein wurde jedoch nicht in die Republik integriert, so dass in der Herrschaft Religionsfreiheit herrschte und diese zu einem Zufluchtsort von im Gebiet der Vereinigten Niederlanden unterdrückten katholischen Ordensgemeinschaften wurde. Gleichzeitig konnten Katholiken, die in Grenznähe ansässig waren, auf dem Grundgebiet Ravensteins der Messe beiwohnen.

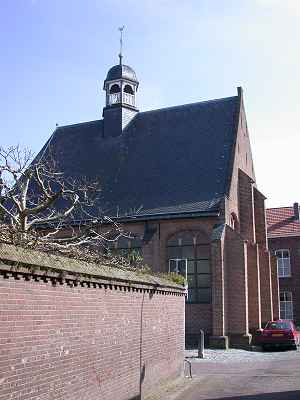
Garnisonskirche in Ravenstein

Brandenburg-Preußen verzichtete 1671 auf seinen Anspruch, und als sich 1672 im Verlauf des Krieges Frankreichs mit den Vereinigten Niederlanden eine französische Armee näherte, zogen sich die niederländischen Truppen endgültig aus der Herrschaft Ravenstein zurück, worauf die Festung geschleift wurde, wovon nur die Stadttore und die Burg verschont blieben.

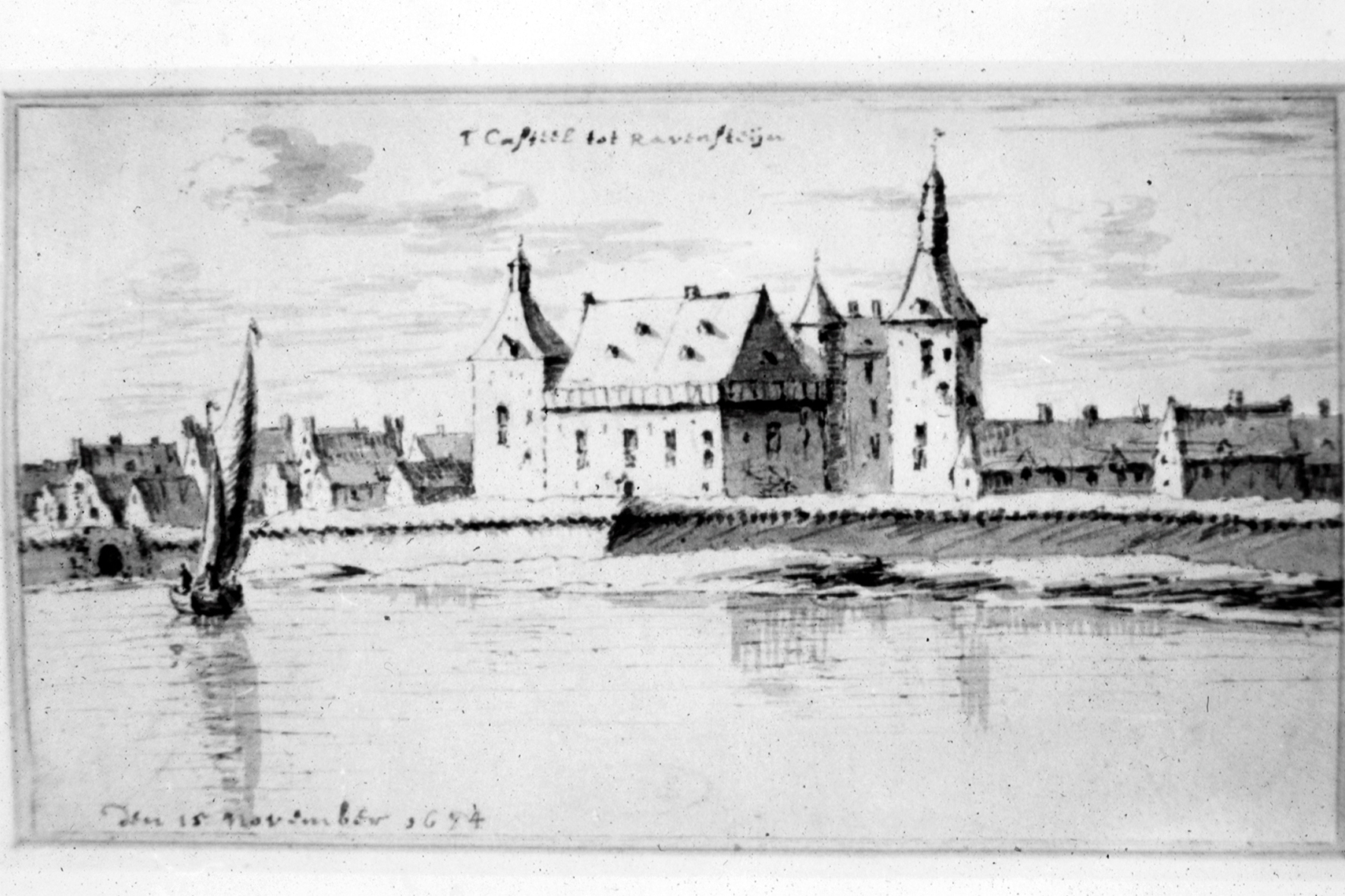
Burg Ravenstein 1694

In Ravenstein wurde 1735 mit einer der Heiligen Lucia geweihten Kirche die einzige Barockkirche der Niederlande außerhalb Limburgs gebaut. 1743 wurde in Uden ein Gymnasium errichtet, wie auch 1752 in Ravenstein, wo Jesuiten das Gymnasium Aloysianum gründeten. Gleichzeitig litt die Herrschaft Ravenstein unter umherschweifenden Räuberbanden, auf die regelmäßig, jedoch meist erfolglos, Jagd gemacht wurde.
Nach dem Aussterben der Herzöge von Pfalz-Neuburg 1742 fiel die Herrschaft Ravenstein an das Haus Pfalz-Sulzbach. Im Verlauf des Ersten Koalitionskrieges besetzten Truppen der französischen Republik 1794 die Herrschaft Ravenstein. Ein Jahr später wurde die Herrschaft Ravenstein an die Batavische Republik verkauft.
Im Zuge des Reichsdeputationshauptschlusses verzichtete am 25. Februar 1803 das Kurfürstentum Bayern als Nachfolger der Herzöge von Pfalz-Sulzbach auf alle Ansprüche an der Herrschaft Ravenstein. Die frühere Herrschaft Ravenstein wurde 1805 Teil des neugegründeten Königreichs Holland und 1810 dem französischen Département Bouches-du-Rhin zugeschlagen. 1815 wurde das Gebiet der früheren Herrschaft Ravenstein schließlich offiziell der neugegründeten niederländischen Provinz Noord-Brabant des Vereinigten Königreichs der Niederlande inkorporiert und in zehn selbständige Gemeinden aufgeteilt. Das Gebiet liegt in den heutigen Gemeinden Oss, Maashorst und Land van Cuijk. 
Burg Ravenstein wurde 1818 auf Veranlassung der niederländischen Regierung abgetragen.